# Бузанов, Виктор Иванович
Виктор Иванович Бузанов (31 августа 1934, Киев — 6 февраля 2007) — украинский учёный в области оптического и оптикоэлектронного приборостроения, кандидат технических наук (с 1983 года), академик Академии технологических наук Украины (с 1993 года), Международной академии «Контенант» (с 2002 года) и Международной академии навигации и управления движением (с 1999 года), руководитель ЦКБ «Арсенал» в 1977-2006 годах.

## Биография
Родился 31 августа 1934 года в Киеве в семье ученого-растениевода Ивана Бузанова. В 1958 году окончил Киевский политехнический институт по специальности «инженер-механик». С 1958 года работал в Центральном конструкторском бюро (ЦКБ) завода «Арсенал» (Киев), где до 1977 года прошел путь от инженера-конструктора до начальника ЦКБ производственного объединения «Завод Арсенал». В 1977-1991 годах — начальник ЦКБ производственного объединения «Завод Арсенал», в 1991-1993 годах — начальник, главный конструктор, в 1993-2000 годах — директор, главный конструктор ЦКБ «Арсенал», с 2000 года директор, главный конструктор казенного предприятия «ЦКБ Арсенал».
Умер 6 февраля 2007 года. Похоронен в Киеве на Байковом кладбище (участок № 33).

## Научная деятельность
Под его руководством и при непосредственном участии разработаны и созданы принципиально новые виды оптических и оптико-электронных систем и комплексов: прицельные комплексы баллистических оперативно-тактических («Темп», «Темп-С», «Точка», «Точка-У», «Ока-У» и тому подобное) и межконтинентальных стратегических ракет наземного (стационарного и мобильного) (Р-12, Р-12У, Р-14, Р-14У, Р-16, Р-16У, Р-36, УР-100 , УР-100Н, УР-100НУ, Р-36М, Р-36МУ, Р-36М2, «Темп-2С», «Пионер», «Тополь», РТ-23УТТХ и тому подобное) и морского (Г-13, Г −21, Р-27, Р-29, Р-29Р, Р-31, Р-39, Р-29РМ и тому подобное) базирования; системы прицеливания крылатых ракет, запускаемых с подводных и надводных кораблей ВМФ; системы прицеливания ракет-носителей космических аппаратов («Восток», «Союз», «Космос», «Космос-2», «Космос-3», «Интеркосмос», «Циклон», «Циклон-2», «Циклон-3», «Протон», «Протон-К», «Зенит», «Энергия-Буран»); гирокомпасы и гиротеодолиты; авиационные оптические системы пеленгации, прицеливания, целеуказания и индикации на самолетах типа Су и Миг; инфракрасные головки самонаведения для авиационных ракетных комплексов «воздух-воздух» и переносных зенитно-ракетных комплексов (ПЗРК). Автор 275 изобретений.

## Награды
Лауреат Ленинской (1976 год) и Государственной (за 1990 год) премий СССР, «Заслуженный машиностроитель Украины» (с 1994 года). Награждён орденами Ленина (1982), Трудового Красного Знамени (1974), Ярослава Мудрого V степени (2004), многими медалями.